# BAP Almirante Grau (FM-53)
Pour les autres navires du même nom, voir BAP Almirante Grau.
Le BAP Almirante Grau (FM-53), nommé jusqu'en 2017
BAP Montero (FM-53), est une frégate lance-missiles de la marine de guerre du Pérou.

## Histoire
Le Montero, et son sister-ship BAP Mariátegui (FM-54), ont été construits par les Services Industriels de la Marine (SIMA) à l'arsenal de Callao au Pérou. Ils font partie des quatre de la sous-classe Carvajal qui est basée sur celle de la Classe Lupo italienne.
Cette frégate porte le nom du contre-amiral Lizardo Montero Flores, militaire et homme politique péruvien, qui fut président du Pérou de 1881 à 1883.
En 2017, le croiseur BAP Almirante Grau (CLM-81), navire amiral de la marine péruvienne, est désarmé. Le Montero reprend son nom, devenant le cinquième navire à le faire, et le remplace comme navire amiral.

## Note et référence
- (es) Cet article est partiellement ou en totalité issu de l’article de Wikipédia en espagnol intitulé « BAP Montero (FM-53) » (voir la liste des auteurs).